# Tampa Bay Bustdown
Tampa Bay Bustdown è un singolo del rapper statunitense Yung Gravy, pubblicato il 22 agosto 2019 in collaborazione con Chief Keef e Y2K.

## Tracce
1. Tampa Bay Bustdown – 1:53